# Amphiporus stimpsoni
Amphiporus stimpsoni är en djurart som tillhör fylumet slemmaskar, och som först beskrevs av William Stimpson 1854.  Amphiporus stimpsoni ingår i släktet Amphiporus och familjen Amphiporidae. Inga underarter finns listade i Catalogue of Life.